# Orkdal
Gmina Orkdal (norw. Orkdal kommune) – dawna norweska gmina leżąca w okręgu Trøndelag. Jej siedzibą było miasto Orkanger. Przestała istnieć z końcem 2019 roku, kiedy wraz z gminami Agdenes, Meldal i częścią gminy Snillfjord utworzyła nową gminę Orkland.
Orkdal było 185. norweską gminą pod względem powierzchni.

## Demografia
Według danych z roku 2005 gminę zamieszkiwało 10 512 osób. Gęstość zaludnienia wynosi 17,72 os./km². Pod względem zaludnienia Orkdal zajmowało 98. miejsce wśród norweskich gmin.
| ludność stan na 1 stycznia 2005 |         |           |        |
|                                 | kobiety | mężczyźni | razem  |
| osób                            | 5236    | 5276      | 10 512 |
| %                               | 49,81%  | 50,19%    | 100%   |

| wykształcenie stan na 1 października 2004 |        |         |        |        |
|                                           | podst. | średnie | wyższe | niezn. |
| osób                                      | 1753   | 4999    | 1493   | 161    |
| %                                         | 20,85% | 59,47%  | 17,76% | 1,92%  |

## Edukacja
Według danych z 1 października 2004:
- liczba szkół podstawowych (norw. grunnskolar): 6
- liczba uczniów szkół podst.: 1376

## Władze gminy
Według danych na rok 2011 administratorem gminy (norw. rådmann) był Svein Henry Berdal, natomiast burmistrzem (norw. ordfører, d. borgermester) był Gunnar Hoff Lysholm.

## Współpraca międzynarodowa
Orkdal było partnerską gminą miasta Mostar w Bośni i Hercegowinie.